# Ulytau
Gli Ulytau (in kazako Ұлытау?) sono una band kazaka Pagan metal. Il loro stile musicale unisce melodie di violino con parti di chitarra elettrica e di Dombra, uno strumento folk kazako di due corde.

## Storia
Gli Ulytau sono stati fondati dal produttore Kydyrali Bolmanov nel 2001 per unire la musica occidentale con quella orientale, arricchita da arrangiamenti di musica classica di compositori come Kurmangazy Sagyrbayuly, Antonio Vivaldi, Niccolò Paganini e Johann Sebastian Bach. Nella loro carriera, sono andati in tour in  Germania, Inghilterra, Scozia, Polonia, USA, Turchia, Cina, Giappone e Russia. La band ha vinto un Disco d'Oro per la loro canzone "Adai", che si basa sulla canzone omonima di Kurmangazy Sagyrbayuly. La canzone è presente anche in una compilation di musica Centro-Asiatica.

## Formazione

### Line-up
- Erjan Alimbetov - dombra
- Maxim Kichigin - chitarre
- Asel Isaeva - violino

### Session-men
- Roman Adonin - tastiere
- Oleg Tarnovskiy - chitarre
- Serik Sansyzbayev - basso
- Rafael Arslanov - batteria

## Discografia
- Jumyr-Kylysh (2006) (In Germania è uscito nel 2009 col titolo Two Warriors)